# 廷巴乌巴
廷巴乌巴是巴西伯南布哥州的一个市镇。总面积320.57平方公里，总人口51770人，人口密度161.5人/平方公里。